# Neoscutopterus
Neoscutopterus is een geslacht van kevers uit de familie  waterroofkevers (Dytiscidae).
Het geslacht is voor het eerst wetenschappelijk beschreven in 1943 door J.Balfour-Browne.

## Soorten
Het geslacht omvat de volgende soorten:
- Neoscutopterus angustus (LeConte, 1850)
- Neoscutopterus hornii (Crotch, 1873)